# 원로법관
원로법관(元老法官)은 법원장 등 법원의 고위직을 지낸 60대 판사들이 1심 재판을 담당하는 대한민국의 법원 제도이다.

## 개요
대한변호사협회 변호사연수원장을 맡고 있던 김현 변호사가 2016년 2월 법조계 최대 이슈인 법조인양성제도에 대한 생각을 밝히는 자리에서 "퇴임 대법관에게 대법원 업무를 돕게 하는 '원로법관제'를 둬 퇴로를 만들어줘야 한다"고 주장하면서 "대법관들에게 "퇴임 후 개업하지 말라"고만 하지 말고 그들이 갖춘 능력을 활용할 수 있는 길을 열어줘야 한다"는 취지의 발언을 하였으며 대한변호사협회 회장에 출마하면서 "미국 연방법원의 25% 정도 업무를 원로법관들이 한다"며 원로법관을 제안하였고 제49대 회장에 당선되었다.
서울고등법원 부장판사였던 이인석은 2016년 5월 27일 법률신문에 기고한 ‘퇴직 판사와 전관예우’라는 글에서 전관예우의 문제점을 지적하면서 그 대안으로 "2006년 은퇴한 미국 최초의 여성 연방대법관 샌드라 데이 오코너는 대법관을 사임한 후에도 변호사 개업을 하지 않고 ‘원로판사(Senior Judge)’로 일하며 다양한 활동으로 사회에 봉사하고 있다. 2009년 은퇴한 데이비드 수터 전 연방대법관도 변호사 개업을 하지 않고 고향에서 하급심 판사로 일한다."고 하면서 미국과 같은 ‘원로판사’ 제도 도입을 제안했다.
고영한 법원행정처장 2016년 12월 7일 법원 내부 전산망인 코트넷에 '2017년 법관 정기인사 방향'이라는 글을 올려 "법원장을 역임한 법관이나 정년이 2 ~ 3년이 남은 시점에 있는 판사가 자긍심을 유지하면서 정년까지 1심에서 재판업무를 담당할 수 있는 여건을 조성하기 위해 원로법관 제도의 도입 방안 등을 검토하고 있다"고 밝혔다. 이와 관련하여 일선 판사들 사이에선 "법관인사 이원화 제도에 따라 사실상 폐지 수순을 밟고 있었던 고등법원 부장 승진제가 부활하면서, 대법원이 인사권을 틀어쥐고 법관 길들이기에 나서는 것 아니냐"고 하면서 "통상 배석판사들이 재판장의 뜻을 따르는 일반 합의부와 달리, 대등재판부에서는 고등법원 판사들이 소신껏 의견을 낸다. 소위 ‘튀는’ 판결을 내놓는 고등법원 판사들을 대법원이 ‘미운오리새끼’로 여기는 것은 공공연한 사실"이라는 우려가 나왔다.
이에 대법원은 "1심은 2심이나 3심과 비교해 판사가 사건 당사자들과 직접 접촉하는 빈도가 높지만 상대적으로 젊고 경력이 짧은 판사들이 담당하다 보니 경륜 있는 판사들의 1심 재판 참여 기회를 넓혀 '충실한 재판을 하고, 사건 당사자들의 재판 만족도를 높여야 한다'는 법원 대내외의 요구에 부응하고자 한다"고 하면서 2017년에 있었던 법원 정기 인사에서 처음으로 도입하였다.
종신직인 연방대법관이나 연방판사들이 65세를 넘으면 본인의 의사에 따라 통상 업무의 4분의 1 정도만 담당하는 제도인 미국 법원의 시니어 저지(Senior Judge) 제도와 비슷한 점이 있다.

## 재판 대상
소송가액 3000만원 이하의 민사 소액사건 재판

## 역대 원로법관

### 2017년
2017년 1월 31일에 대법원은 "경륜높고 원숙한 법관들이 국민생활과 가장 밀접한 1심 소액재판 등을 담당, 사법서비스 품질과 국민들의 재판만족도가 높아질 것"이라며 "정년이 얼마 남지 않은 원숙한 법관들이 법관으로서 자긍심을 지키며 정년까지 근무할 수 있는 여건이 확충될 것"이라고 하면서 2월 9일자로 인사를 단행했다.
- 조병현 양형위원회 양형위원 -> 수원지방법원 안산지원 광명시법원
- 조용구 사법연수원장 -> 서울중앙지방법원
- 강영호 서울고등법원 부장판사 -> 서울중앙지방법원
- 성기문 서울고등법원 부장판사 -> 서울중앙지방법원
- 심상철 서울고등법원 법원장 -> 수원지방법원 성남지원 광주시법원

### 2018년
2018년 2월 2일에 2월 13일자로 인사했다.
- 이대경 특허법원 법원장 -> 서울중앙지방법원
- 지대운 대전고등법원 법원장 -> 인천지방법원 부천지원 김포시법원
- 신귀섭 청주지방법원 법원장 -> 대전지방법원

### 2019년
2019년 1월 31일에 2019년 2월 14일자로 인사를 했다.
- 최완주 서울고등법원장 -> 고양지원 파주시법원
- 황한식 부산고등법원장 -> 서울중앙지방법원
- 성백현 서울가정법원장 -> 서울중앙지방법원

## 같이 보기
- 법관
- 대한민국의 대법원
- 대한민국의 대법관